# Lucio Flauto
Lucio Gioacchino Flauto (Busto Arsizio, 7 agosto 1930 – Busto Arsizio, 30 giugno 1987) è stato un attore, comico e conduttore televisivo italiano.

## Biografia
Dopo una carriera sottotraccia come attore generico in diversi film musicali (i cosiddetti "musicarelli") e commedie balneari degli anni sessanta e settanta, Flauto divenne noto come protagonista della produzione fiction Qui radis? su Telenorba, nel ruolo dello schiavo della triremi che arriva per ultima a Lipari, nella terza puntata, e poi come conduttore de Il Pomofiore, trasmissione in onda prima su Tele Altomilanese e poi su Antennatre tra la fine degli anni settanta e i primi anni ottanta. La trasmissione proseguì col nome di Circo Pomofiore e Ciperita, fino a poco dopo che Flauto lasciò l'emittente. Fu anche l'anchorman dell'unico concerto in Italia all'aperto dei Beatles, al velodromo Vigorelli di Milano, dove oggi una targa ricorda la sua partecipazione all'evento. Flauto partecipò ad alcuni spettacoli Rai come Il gran simpatico con Enzo Cerusico, e La gnagnera con Pietro De Vico e Isa Barzizza, ma la sua principale attività televisiva è legata ad Antennatre, dove approdò dopo l'esperienza di Tele Altomilanese: qui condusse oltre al già citato Pomofiore, Ciperita, Bazar 80, Bazar domani, Posta e risposta, Il salotto di Lucio Flauto, Casa Flauto, Sogno di Mezzanotte e fu ospite fisso di altri programmi quali Il Bingo e La festa.
Oltre che con Antenna 3, collaborò anche per un breve periodo con Telemontepenice sulle cui frequenze riportò i dilettanti allo sbaraglio con il programma La Margherolla. Amico di Walter Chiari, sovente veniva citato nei monologhi dell'attore. 
Muore il 30 giugno 1987 nella sua città natale e riposa nel cimitero centrale, sempre del comune lombardo.
Il 30 giugno 2023 a Lucio Flauto è stata intitolata una piazza di Busto Arsizio.

## Filmografia

### Cinema
- Il medico delle donne, regia di Marino Girolami (1962)
- L'assassino si chiama Pompeo, regia di Marino Girolami (1962)
- Riderà (Cuore matto), regia di Bruno Corbucci (1967)
- Marinai in coperta, regia di Bruno Corbucci (1967)
- Cuore matto... matto da legare, regia di Mario Amendola (1967)
- Vacanze sulla Costa Smeralda, regia di Ruggero Deodato (1968)
- Basta con la guerra... facciamo l'amore, regia di Andrea Bianchi (1974)
- Il bocconcino, regia di Romano Scandariato (1976)
- Cara dolce nipote, regia di Andrea Bianchi (1977)
- Moglie nuda e siciliana, regia di Andrea Bianchi (1978)

### Televisione
- Il conte di Lussemburgo, regia di Vito Molinari (1962)
- I Nicotera, regia di Salvatore Nocita – miniserie TV (1972)
- Il gran simpatico, regia di Giuseppe Recchia (1975)
- Quello della porta accanto, regia di Stefano De Stefani – miniserie TV (1975)
- Gamma, regia di Salvatore Nocita – miniserie TV (1975)
- Dimenticare Lisa, regia di Salvatore Nocita – miniserie TV (1976)
- Valentina, una ragazza che ha fretta, regia di Vito Molinari – miniserie TV (1977)

## Programmi televisivi
- La via del successo, Rai, Programma Nazionale (1958)
- Il Pomofiore (Antennatre, 1975-1981)
- Dimenticare Lisa  (1976)
- Ma che scherziamo? (Rete 2, 1976)
- La Ciperita (1978)
- Sogno di mezzanotte (1980-1983)
- Bazar 80 (1980)
- Posta e risposta (1981)
- Il salotto di Lucio Flauto (1982)
- Casa Flauto (1983-1984)